# Rodney So'oialo

a Compétitions nationales et continentales officielles uniquement.

b Matchs officiels uniquement.
Dernière mise à jour le 18 octobre 2015.
Rodney So'oialo, né le 3 octobre 1979 à Moto'otua (Samoa), est un joueur de rugby à XV samoan qui a joué pour les All-Blacks de 2002 à 2009. C’est un troisième ligne centre ou aile, de 1,90 m et 112 kg. Il possède une pointe de vitesse incroyable et des charges impressionnantes ; c'est un plaqueur et récupérateur de balles.

## Biographie
Avec l'équipe de Nouvelle-Zélande, il a remporté la coupe du monde de rugby à sept à Mar del Plata (Argentine) en 2001, et les jeux du Commonwealth en 2002.
Sa saison 2004 avec les Wellington Hurricanes a été perturbée par une blessure. Cela ne l’a pas empêché d’être le capitaine de la province de Wellington en 2004 et d’aider son équipe à parvenir en finale.
Il a été retenu à de nombreuses reprises pour jouer avec les Blacks en 2003 et 2005.
En 2005, il a été invaincu contre les équipes britanniques, y compris contre les Lions (3 victoires), et contre les Wallabies (2 victoires). Il compte une victoire et une défaite contre les Springboks. En 2006, il a disputé le Tri-nations avec les All-Blacks, et il était titulaire jusqu'à la fin.
En 2007, il a disputé le coupe du monde en France. En 2008, il a disputé le championnat néo-zélandais avec les Wellington Hurricanes et le tri-nation avec les All-Blacks, avec la tournée d'automne en Europe.
En 2009, saison difficile, il est éliminé avec les Wellington Hurricanes par les Chiefs en demi-finale du Super 14 et perd le tri-nations face aux Springboks.
En 2021, il est nommé sélectionneur de l'équipe de Malaisie.

## Statistiques en équipe nationale
De 2002 à 2009, Rodney So'oialo compte 62 sélections avec les All-Blacks, inscrivant 30 points, soit 6 essais. Avec les Kiwis, il dispute deux Coupe du monde en 2003 et en 2007. Il participe à six éditions du Tri-nations en 2003, 2005, 2006, 2007, 2008 et 2009. Il compte une sélection en 2002, 6 en 2003, 2 en 2004, 11 en 2005, 13 en 2006, 8 en 2007, 14 en 2008 et 7 en 2009.

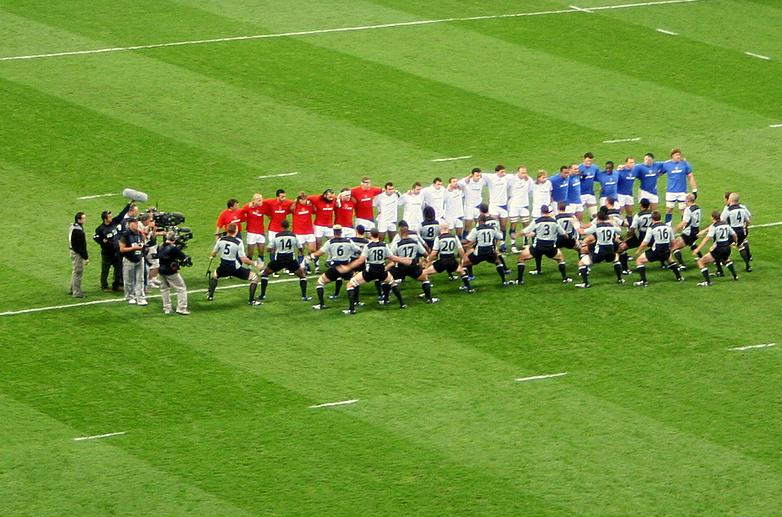
Quart-de-finale France - All Blacks en 2007

### En équipe nationale
De 2002 à 2009, Rodney So'oialo compte 62 sélections avec les All-Blacks, inscrivant 30 points. Avec les Kiwis, il dispute deux Coupe du monde en 2003 et 2007. Il participe à six éditions du Tri-nations en 2003, 2005, 2006, 2007, 2008 et 2009.

## Palmarès

### En club
- Wellington
  - Finaliste du National Provincial Championship en 2006, 2007, 2008, 2009.

### En équipe nationale
- Nouvelle-Zélande
  - Vainqueur du Tri-nations en 2003, 2005, 2006, 2007, 2008
  - Troisième de la Coupe du monde en 2003